# Al Feuerbach
Pour les articles homonymes, voir Feuerbach.

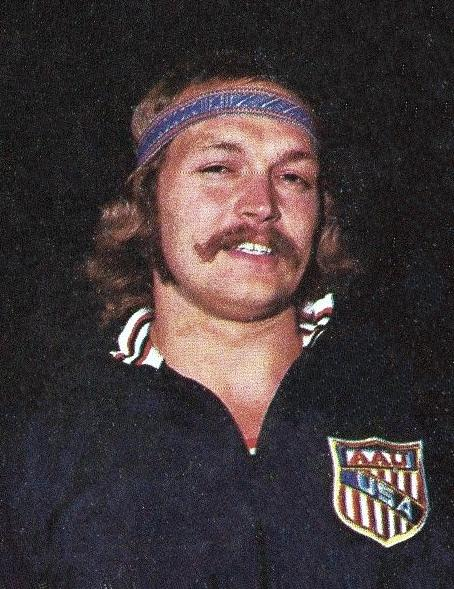
Al Feuerbach en 1972.

Allan Dean « Al » Feuerbach  (né le 14 janvier 1948 à Preston dans l'Iowa) est un athlète américain, spécialiste du lancer du poids.

## Biographie
Il remporte le titre des Jeux panaméricains de 1971 avec un jet à 19,76 m. Il participe par ailleurs à deux Jeux olympiques consécutifs, se classant 5e en 1972 et 4e en 1976.
En 1971, il a battu le record du monde en salle avec un lancer de 21 mètres ; en 1972, il réalise la meilleure performance en salle en lançant à 21,03 m.
Le 5 mai 1973, à San José, en Californie, Al Feuerbach, pesant 114 kilos, établit un nouveau record du monde du lancer du poids avec 21,82 m, améliorant de quatre centimètres l'ancienne meilleure marque mondiale détenue depuis la saison 1967 par son compatriote Randy Matson. Ce record mondial ne sera battu que trois ans plus tard par un autre américain Terry Albritton.
Il remporte quatre titres de champion des États-Unis en 1973, 1974, 1975, et 1978.
Il est élu au Temple de la renommée de l'athlétisme des États-Unis en 2016.

### Palmarès
| Date | Compétition        | Lieu     | Résultat | Performance |
| ---- | ------------------ | -------- | -------- | ----------- |
| 1971 | Jeux panaméricains | Cali     | 1er      | 19,76 m     |
| 1972 | Jeux olympiques    | Munich   | 5e       | 21,01 m     |
| 1976 | Jeux olympiques    | Montréal | 4e       | 20,55 m     |
| 1979 | Jeux panaméricains | San Juan | 4e       | 18,86 m     |

### Records
| Épreuve         | Performance | Lieu     | Date       |
| --------------- | ----------- | -------- | ---------- |
| Lancer du poids | 21,82 m     | San José | 5 mai 1973 |